# Okręg Schwyz
Schwyz (niem. Bezirk Schwyz) – okręg w Szwajcarii, w kantonie Schwyz.  
Okręg składa się z 15 gmin (Gemeinde) o powierzchni 494,32 km² i o liczbie mieszkańców 56 547.

## Gminy
1. Alpthal
2. Arth
3. Illgau
4. Ingenbohl
5. Lauerz
6. Morschach
7. Muotathal
8. Oberiberg
9. Riemenstalden
10. Rothenthurm
11. Sattel
12. Schwyz
13. Steinen
14. Steinerberg
15. Unteriberg